# Archie Brown (Politikwissenschaftler)
Archibald Haworth Brown (* 10. Mai 1938), allgemein bekannt als Archie Brown, ist ein britischer Politikwissenschaftler. Brown forschte vor allen Dingen über die Sowjetunion und Russland, das Ende des Kalten Krieges, die Gorbatschow-Ära, die Entwicklung und Auflösung des Kommunismus und zu politischer Kultur und Führung. Er wurde einem breiteren Publikum durch seine Veröffentlichungen zur Politik Michail Gorbatschows bekannt und gilt als einer der profundesten Kenner Gorbatschows.

## Leben
Archie Brown studierte an der London School of Economics Politikwissenschaften und lehrte von 1964 bis 1971 an der Universität von Glasgow. Während des Studienjahres 1967/68 war er Stipendiat an der Lomonossow-Universität Moskau. Von 1971 bis 1989 war Brown Universitätsdozent an sowjetischen Institutionen und von 1989 bis 2005 Professor für Politik an der University of Oxford. Von 1995 bis 1997 war er stellvertretender Rektor des St Antony’s College und von 1991 bis 1994 und 1998 bis 2001 Direktor des russischen und osteuropäischen Zentrums. Von 2001 bis 2003 war er Direktor des Masterstudiengangs in Politikwissenschaften der Universität.
Brown war Gastprofessor an der Yale University, an der University of Connecticut an der Columbia University und an der University of Texas at Austin. Im Herbstsemester 1998 war er Distinguished Visiting Fellow an der University of Notre Dame.
Nach 34-jähriger Lehrtätigkeit am St Antony’s College ist Archie Brown seit Oktober 2005 emeritierter Professor für Politik an der University of Oxford und emeritierter Fellow des St Antony’s College.

## Werk
Browns Schwerpunkte in der Forschung sind die vergleichende Untersuchung politischer Führung, das Ende des Kalten Krieges, die Gorbatschow-Ära, die Entwicklung und Auflösung des Kommunismus, politische Kultur, Demokratisierung und nationale Identität.
Viele seiner Werke beschäftigten sich mit dem Leben und Wirken Michail Gorbatschows. Sein Interesse an Gorbatschow wurde 1979 durch eine Unterhaltung mit dem tschechischen Dissidenten Zdeněk Mlynář geweckt, der zusammen mit Gorbatschow in Moskau studiert hatte und mit ihm befreundet war. Im Jahr 1983 machte Archie Brown die britische Premierministerin Margaret Thatcher während einer Tagung auf ihrem Landsitz in Chequers auf Gorbatschow aufmerksam, den er als den kommenden Generalsekretär der KPdSU sah und als „das gebildetste und wohl offenste“ Mitglied des Politbüros beschrieb. Die Tagung trug dazu bei, dass Thatcher Gorbatschow zu einem Besuch einlud. Im Dezember 1984 nahmen Gorbatschow und seine Frau die Einladung wahr. Thatchers außenpolitischer Berater Anthony Parsons erklärte Jahre später, diese Tagung habe die britische Außenpolitik verändert.
Der russische Historiker Wladislaw Subok nannte ihn den „vielleicht einflussreichsten westlichen Deuter der Politik Gorbatschows“.
Einige seiner Bücher wurden in zahlreiche Sprachen übersetzt.

## Auszeichnungen
Archie Brown wurde 1991 zum Fellow der British Academy gewählt, war von 1999 bis 2002 Vorsitzender der Abteilung für politische Studien der Akademie und von 2014 bis 2017 Mitglied des Rates der British Academy. Er wurde 1999 zum Gründungsmitglied der Academy of Social Sciences gewählt und ist internationales Ehrenmitglied der American Academy of Arts and Sciences.
Seine Bücher Der Gorbatschow-Faktor und Aufstieg und Fall des Kommunismus wurden jeweils mit dem W.J.M. Mackenzie-Preis der Political Studies Association of the UK als bestes politisches Buch des Jahres und dem Alec Nove-Preis der Britischen nationalen Gesellschaft für das Studium Russlands, Osteuropas und der ehemaligen Sowjetunion (BASEES) ausgezeichnet.
Sein 2020 erschienenes Buch The Human Factor: Gorbachev, Reagan and Thatcher and the End of the Cold War wurde 2021 mit dem Buchpreis des Puschkin-Hauses bedacht.

## Schriften (Auswahl)
Als Autor
- The Human Factor. Gorbachev, Reagan, and Thatcher, and the End of the Cold War. Oxford University Press, Oxford 2020, ISBN 978-0-19-874870-0. Rezensiert u. a. von Peter Ridder bei H-Soz-Kult[8].
- Der Mythos vom starken Führer. Politische Führung im 20. und 21. Jahrhundert. Propyläen, Berlin 2018, ISBN 978-3-549-07493-0. Englischsprachige Originalausgabe: The Myth of the Strong Leader. Political Leadership in the Modern Age. The Bodley Head, London 2014, ISBN 978-1-84-792-175-8.
- The Gorbachev revolution and the end of the Cold War. In: Melvyn P. Leffler, Odd Arne Westad (Hrsg.): Endings (= The Cambridge History of the Cold War. Band 3). Cambridge University Press, Cambridge 2010, ISBN 978-1-107-60231-1, doi:10.1017/CHOL9780521837217.013.
- Aufstieg und Fall des Kommunismus. Propyläen, Berlin 2009, ISBN 978-3-549-07293-6. Englischsprachige Originalausgabe: The Rise and Fall of Communism. HarperCollins, New York 2009, ISBN 978-0-06-113879-9. Übersetzt von Stephan Gebauer, Norbert Juraschitz, Hainer Kober und Thomas Pfeiffer.
- Seven Years that Changed the World. Perestroika in Perspective. Oxford University Press, Oxford 2007, ISBN 978-0-19-956245-9.
- Der Gorbatschow-Faktor. Wandel einer Weltmacht. Insel Verlag, Frankfurt am Main 2000, ISBN 3-458-17016-2.  Englischsprachige Originalausgabe: The Gorbachev Factor. Oxford University Press, Oxford 1996, ISBN 0-19-827344-4. Übersetzt von Raphael Utz.
- Soviet Politics and Political Science. Macmillan, London 1974, ISBN 0-333-13751-5.

Als Herausgeber
- The Demise of Marxism-Leninism in Russia. Palgrave Macmillan, Basingstoke 2004, ISBN 0-333-65124-3, doi:10.1057/9780230554405.
- Contemporary Russian Politics. A Reader. Oxford University Press, New York 2001, ISBN 0-19-829999-0.
- mit Lilia Shevtsova: Gorbachev, Yeltsin, and Putin. Political Leadership in Russia's Transition. Carnegie Endowment for International Peace, Washington, D.C. 2001, ISBN 0-87003-186-4.
- mit Jack Hayward, Brian Michael Barry: The British Study of Politics in the Twentieth Century. Oxford University Press, Oxford 1999, ISBN 0-19-726294-5.
- mit M. Kaser, G. S. Smith: The Cambridge Encyclopedia of Russia and the Former Soviet Union, 1994 (Cambridge University Press), ISBN 0-521-35593-1.
- New Thinking in Soviet Politics. Macmillan, Basingstoke 1992, ISBN 0-333-53440-9.
- Biographical Dictionary of the Soviet Union. Weidenfeld & Nicolson, London 1990, ISBN 0-297-82010-9.
- Political Leadership in the Soviet Union. Indiana University Press, Bloomington 1989, ISBN 0-253-31214-0.
- Political Culture and Communist Studies. Macmillan, Basingstoke 1984, ISBN 0-87332-310-6.
- mit J. Fennell, M. Kaser, H. T. Willetts: The Cambridge Encyclopedia of Russia and the Soviet Union. Cambridge University Press, Cambridge 1982, ISBN 0-521-23169-8.
- mit M. Kaser: Soviet Policy for the 1980s. Macmillan, Basingstoke 1982, ISBN 0-333-33140-0.
- mit T. H. Rigby, P. Reddaway: Authority, Power and Policy in the USSR. Macmillan, Basingstoke 1980, ISBN  0-333-25702-2.
- mit J. Gray: Political Culture and Political Change in Communist States. Macmillan, Basingstoke 1977, ISBN 0-333-21429-3.
- mit M. Kaser: The Soviet Union Since the Fall of Khrushchev. Macmillan, Basingstoke 1975, ISBN 0-333-23337-9.